# Lokomotiva S-Motor
S-Motor je souhrnné označení několika řad elektrických lokomotiv používaných americkou železniční společností New York Central (NYC). Lokomotivy byly vyráběny v letech 1904–1909 ve spolupráci lokomotivky ALCO (mechanická část) a společnosti General Electric (elektrická část) ve Schenectady ve státě New York. Šlo o první hromadně vyráběné elektrické lokomotivy určené pro traťovou službu.

## Vznik, výroba a dodávky
Po vážné nehodě v tunelu Park Avenue 8. ledna 1902, při které sehrála významnou roli snížená viditelnost vlivem dýmu parních lokomotiv, se newyorská radnice rozhodla s platností k 1. červenci 1908 zakázat provoz parních lokomotiv ve vnitřním městě. Společnost New York Central reagovala zahájením elektrifikace svých tratí, kterou již dříve zvažovala, napětím 660 V z třetí kolejnice. Ve stejné době probíhaly práce i na novém nádraží Grand Central Terminal.
Vývoj lokomotiv, které si New York Central pro nově elektrifikované tratě objednal u společnosti General Electric, vedl Asa F. Batchelder. Prototypový stroj č. 6000 byl dokončen v listopadu roku 1904 a důkladně testován na zkušební trati výrobce, kde najezdil přes 80 000 km. Po úspěšných testech New York Central objednal 34 kusů mírně odlišných lokomotiv, označených v té době ještě řadou T-2, zatímco prototyp obdržel řadu T-1. V souvislosti s plánovaným rozšířením elektrifikace pak byla v roce 1908 objednána poslední série lokomotiv, označená již řadou S-3 a odlišující se mírně zvýšenou hmotností a parním generátorem pro vytápění vlakových souprav.

## Konstrukce
Lokomotivy S-1 a S-2 měly původně uspořádání náprav 1'Do1' dle UIC (1-D-1 dle AAR), později byla krajní běžná dvojkolí nahrazena dvounápravovými podvozky pro zlepšení chodových vlastností a tím se změnilo i uspořádání na 2'Do2' (2-D-2). Ve střední skříňové části lokomotivy se nachází dvě stanoviště strojvedoucího, přístup je zajištěn dveřmi v bočnicích, případně průchozími představky skrze dveře na čelech lokomotivy.
Lokomotiva odebírá proud z napájecí kolejnice pomocí sběračů pro spodní odběr, ale je vybavena i dvěma malými sběrači na střeše pro napájení z trolejového vedení v tunelu Park Avenue. Regulace je odporová, zapojení trakčních motorů lze měnit ve třech krocích (sériové, sérioparalelní a paralelní). Jedním z převratných řešení u těchto lokomotiv bylo použití motorů bez převodovek, kdy kotva dvoupólového stejnosměrného motoru byla přímo součástí nápravy. Stejné řešení výrobce později využil u lokomotiv T-Motor a EP-2. Lokomotivy byly vybaveny kontroléry GE typu M, které umožňovaly provoz ve vícečlenném řízení.

## Provoz
Dodané stroje T-2 obdržely inventární čísla 3401–3434, č. 3400 bylo přiřazeno prototypu. První vlak vedený lokomotivou č. 3406 byl ze stanice High Bridge na nádraží Grand Central Terminal vypraven 30. září 1906. Dne 16. února 1907 došlo k tragédii, když vlak 25 se stroji 3421 a 3407 v čele a pěti vozy vykolejil v oblouku na trati Harlem Line v Bronxu. Nehoda si vyžádala 24 lidských životů a přes 150 zraněných. V jejím důsledku byly všechny již dodané lokomotivy přestavěny na uspořádání 2'Do2', stejná úprava se dotkla i nově vyrobených strojů. V souvislosti se změnou pojezdu bylo změněno i označení řady z T na S. Od té doby také tyto lokomotivy nesměly být využívány ve dvojicích a rychlost byla omezena na 72 km/h (45 mph) v přímé a 48 km/h (30 mph) v obloucích.
Roku 1913 začaly být lokomotivy S-Motor nahrazovány na nejdůležitějších výkonech nově dodávanými lokomotivami T-Motor, které disponovaly vyšším výkonem, maximální rychlostí i tažnou silou (všechny nápravy hnací). Hlavním těžištěm výkonů se staly lehčí osobní vlaky, přetahy prázdných souprav mezi nádražím Grand Central Terminal a odstavným nádražím Mott Haven a posun. Lokomotivy byly během své kariéry několikrát přečíslovány. K roku 1958 bylo již několik lokomotiv řady S-2 a všechny stroje řady S-3 sešrotovány. Několik zbývajících exemplářů přešlo na konci 60. let v souvislosti s fúzí železnic NYC a Pennsylvania Railroad pod nově vzniklou společnost Penn Central. Poslední stroj dojezdil u nástupnické společnosti Conrail až v roce 1981.

## Zachované lokomotivy
Do současnosti se zachovaly tři lokomotivy S-Motor:
- NYC 100 – původní prototyp č. 6000, stojí odstaven v lese poblíž Albany[5]
- NYC 113 – původně NYC 3413, v Národním muzeu dopravy v St. Louis[4]
- PC 4715 – původně NYC 3415, v Illinoiském železničním muzeu[6]